# 사가 소라야
사가 소라야(嵯峨空哉, 필명) 또는 본명 다나카 카오리(田中香, 1969년 4월 18일 ~)는 일본의 프리랜서 일러스트레이터, 디자이너, 비디오 게임 스토리 작가이다.

## 게임
- 파이널 판타지 V
- 파이널 판타지 VI
- 로맨싱 사가 3
- 제노기어스
- 제노블레이드 크로니클스 2